# Почти любовна история
„Почти любовна история“ е български игрален филм (драма) от 1979 година на режисьора Едуард Захариев, по сценарий на Георги Данаилов, Георги Мишев и Едуард Захариев. Оператор е Георги Николов. Музиката във филма е композирана от Митко Щерев.

## Сюжет
Младата работничка Павлина и бъдещият студент Владо се обичат. В техните взаимоотношения се намесва бащата на Владо – Парушев, директор на консервния комбинат, където работи момичето. Той вижда в любовната връзка заплаха за бъдещето и кариерата на своя син. Страхът от един „неравен“ брак го кара да упражни психологически и морален натиск върху нея. Владо е слабохарактерен. Него го привлича добре уреденият живот, без усложнения, и накрая се оказва, че той обича най-много на света себе си... Павлина остава сама да защитава любовта си. Тя преминава от разочарованието от Владо през потискащите обяснения на бащата до яростната плесница, която му удря накрая. Една любов е унищожена. Павлина напуска града...

## Актьорски състав
- Мариана Димитрова – Павлина
- Григор Вачков – Парушев
- Явор Спасов – Владо
- Елена Кънева – Съквартирантката на Павлина
- Нина Арнаудова – Съквартирантката на Павлина
- Веселин Вълков – Началникът на Павлина
- Панайот Касабов
- Банчо Банов
- Иван Стефанов
- Иванка Стефанова
- Венцислав Божинов
- Аня Пенчева
- Петър Кръстев
- Мима Ланкова
- Рисана Бристелиева